# Manning (rzeka)
Manning – rzeka w Australii, w stanie Nowa Południowa Walia. Ma 224 km długości. Źródło rzeki znajduje się w Wielkich Górach Wododziałowych. Płynie w kierunku wschodnim, uchodzi do Oceanu Spokojnego na południowy zachód od przylądka Crowdy Head.
Rzeka Manning została po raz pierwszy zaobserwowana przez geodetę Henry'ego Dangara w 1825 roku, a następnie ponownie w 1826 roku podczas eksploracji części kraju między górnym biegiem rzeki Hunter a Port Stephens na zlecenie firmy Australian Agricultural Company. Na swojej mapie pomiarowej Dangar oznaczył rzekę jej aborygeńską nazwą „Boolumbahtee”. Później, w 1826 roku, rzeka została nazwana „Mannings River” przez Roberta Dawsona, pierwszego zarządcę Australian Agricultural Company, na cześć sir Williama Manninga, zastępcy gubernatora tej firmy. W 1994 roku przez 92 dni w rzece przebywał płetwal Bryde’a o długości 9 metrów. Stał się atrakcją turystyczną, a działacze ekologiczni wielokrotnie bezskutecznie próbowali go uwolnić z rzeki, ostatecznie wypłynął jednak z własnej woli z powrotem na otwarte morze .